# Peták István (újságíró)
Peták István (Sajókaza, 1940. december 20. – Budapest, 2015. június 30.) magyar újságíró, televíziós szerkesztő, 1996–1998 között a Magyar Televízió elnöke.

## Élete
Peták István 1940. december 20-án született Sajókazán, Peták István és Demján Jolán gyermekeként. Az ózdi József Attila Gimnáziumban érettségizett, 1958-ban.
Egyetemi tanulmányait a Kossuth Lajos Tudományegyetem Bölcsészettudományi Karának magyar-pedagógia-népművelés szakán végezte el. A fóti Gyermekvárosban volt gyakornok. 1964–1965 között Abonyban nevelőként dolgozott a József Attila Nevelőotthonban. 1965–1971 között Szolnokon a Rádió munkatársa, majd stúdióvezetője volt. 1971-től a budapesti Rádió illetve a Magyar Televízió ifjúsági osztályának munkatársa, a Fiatalok órája felelős szerkesztője, majd főmunkatársa. 1981–1989 között az Ablak, a Péntek délután felelős szerkesztője, a társadalom-politikai szerkesztőség vezetője volt. Javaslatára kapcsolódott be minden héten az Ablak című műsorba az MTV Pécsi és Szegedi Körzeti Stúdiója, sőt több alkalommal az egész műsor egy erre a célra aktuálisan berendezett vidéki helyszínről (pl. a Mohácsi Halászcsárdából) jelentkezett a regionális stúdiók munkatársai és a fővárosi televíziósok együttműködésében.
1987–1991 között a Magyar Természetbarát Szövetség elnöke volt. 1989 óta a Magyar Turista Egyesület elnöke. 1990–1991 között a Mai Reggel című napilap főszerkesztője volt. 1993 és 1996 között a Magyar Televízió körzeti és kisebbségi műsorok igazgatója, 1996–1998 között a Magyar Televízió elnöke volt. 2003 óta a Magyar Televízió Közalapítvány kuratóriumának elnökségi tagja (MDF).
Hosszan tartó súlyos betegség után budapesti otthonában hunyt el 2015. június 30-án hajnalban, élete 75. évében.

## Művei

### Könyvei
- Szent István-vándorlás az Országos Kék-túra mentén (2002)

### TV-filmek
- Fogarasban hátizsákkal (1978)
- Másfélmillió lépés Magyarországon (1979)
- Kevi emberek (1980)
- Helybenjárás (1982)
- Túrabakancs (1996-1999)
- Szent István Vándorlás – Az Országos Kéktúra mentén (2000)
- Emlékműavatás Kárpátalján
- az ABLAK című meghatározó televíziós magazinműsor alapító főszerkesztője.
- a Napzárta című műsor vezető szerkesztője
- a Magyar Televízió 2. Csatornájának intendánsa 1993-95-ben.
- a Magyar Televízió elnöke 1995-97 között.

## Díjai
- SZOT-díj (1987)
- A Magyar Érdemrend lovagkeresztje (2014)

## Személyes
- Felesége: Peták Istvánné (Holló Gizella)
- Gyermekei: Peták Eleonóra és Dr. Peták István